# 逆転力
逆転力（ぎゃくてんりょく）とは、2014年8月11日に講談社から出版された書籍の名称。著者は指原莉乃。どんなピンチも力に変えて切り抜けていくという著者による、逆転力の秘密が語られている。現代社会にへこたれずにしたたかに生きられるヒントを与えてくれる一冊であり、サラリーマンやOLなどにもビジネス書として読んでもらえる一冊である。8月14日にはこの書籍の発売記念トークイベントが行われ、同日に2万部の重版が決定した。出版元の講談社によると2万部を売り上げればヒットと言われる新書においてこれは異例の売り上げであるという。トークイベントでの指原への取材によると、本人が書いた書籍ではなくインタビューをまとめたものであるという。本人はさっき読んでみて面白くて読みやすいとコメントした。
本書籍は、2014年8月25日付のオリコン本ランキングでは週間に2万部を売り上げ新書･タレント本･自己啓発書の3部門で1位となった。BOOK（総合）部門では5位にランクインした。これまでにもタレントによる著書の1位は存在していたが、アイドルによる著書の1位は初であった。